# Hopeless Fountain Kingdom
Hopeless Fountain Kingdom è il secondo album in studio della cantante statunitense Halsey, pubblicato il 2 giugno 2017 dalla Astralwerks.

## Produzione
A quanto si apprende da un'intervista della cantante concessa per la rivista statunitense Rolling Stone, la cantante afferma che l'album sia un concept che si basa su una coppia di amanti che vivono in un regno simile al limbo spaziale come nel album precedente Badlands. Anch'esso era un concept, che si focalizzava su una società distopica fittizia conosciuta come The Badlands. L'idea di Hopeless Fountain Kingdom deriva liberamente dalla storia di Romeo e Giulietta, cui la cantante si riferisce per indicare una relazione rovinata durata anni. "Il motivo per cui registri un lavoro è conoscere di più te stessa" dice nell'intervista. Realizzando questo album, Halsey si è resa conto che l'interesse per la storia di Romeo e Giulietta derivava da un paragone che faceva tra quella e la sua storia. Secondo lei, cambiare una parte di sé stessi per il partner equivale a uccidere se stessi, metafora per indicare la perdita di identità. «A volte sei in una relazione per così a lungo e diventa una persona diversa. Perdi te stesso perché cambi per quella persona». Realizzare l'album è servito alla cantante anche a mettere una pietra sopra alla relazione da cui è uscita, la relazione cui fa riferimento nell'album.

## Promozione
Un piccolissimo indizio a proposito dell'album viene dato al termine del Badlands Tour, il tour di promozione del primo album in studio di Halsey. Alla fine della data conclusiva del tour, concerto al Madison Square Garden di New York, è riprodotto un video che finisce con una schermata bianca su cui c'è scritto «You can find me in the kingdom». La promozione del disco ha inizio il 28 febbraio 2017, quando la cantante invita cento fan a un ascolto esclusivo di quattro brani che saranno presenti all'interno dell'album. Halsey inizia poi a lasciare sui suoi account social indizi sul concept e sull'artwork del nuovo album, fino a quando, il 31 marzo 2017, pubblica la copertina dell'album per mezzo di una caccia al tesoro per dei fan in tutto il pianeta. «Oggi ho inviato fan in 9 territori del mondo in una caccia. Sono state date loro coordinate, dove era nascosta una piccola pistola giocattolo. La pistola giocattolo smontata diventava una chiavetta USB che conteneva un piccolo pezzo della copertina dell'album. In tutto il mondo i fan hanno lavorato insieme per raccogliere i pezzi e rivelare la copertina.» I fan «hanno anche scoperto una seconda immagine con una data e un'ora. Qualcosa sta arrivando...» La data in questione era il 4 aprile 2017.
Halsey, inoltre, ha creato quattro differenti profili Twitter per i corrispondenti protagonisti e per le case a cui appartengono.
Il 3 aprile è stata rivelata la copertina del singolo in arrivo, Now or Never. Alle 15 del 4 aprile 2017 (Fuso orario del Pacifico), Now or Never viene rilasciato su numerose piattaforme musicali, insieme a un video musicale sul canale Vevo della cantante. Il 28 aprile «alcuni fan in America si sono svegliati con un giornale fuori dalla loro porta che contiene alcuni indizi circa hopeless fountain kingdom». Il giornale, intitolato «The Kingdom Times», contiene anche la tracklist ufficiale di Hopeless Fountain Kingdom e indizi sulle date del tour.
Il 3 maggio la cantante annuncia che il giorno dopo sulla radio di Apple Music si sarebbe esibita con una nuova canzone estratta dall'album, Eyes Closed. Il 19 maggio viene pubblicata una nuova versione della canzone, Eyes Closed (Stripped), accompagnata da un video su YouTube in cui la cantante si esibisce con solo una chitarra. Il 26 maggio viene presentato un secondo singolo promozionale, Strangers, inciso in collaborazione con Lauren Jauregui.
Il secondo singolo ufficiale, Bad at Love, è stato inviato alle stazioni radiofoniche statunitensi dal 22 agosto 2017. Per promuovere il disco, la cantante è stata impegnata con l'Hopeless Fountain Kingdom World Tour, un tour mondiale con cui si è esibita in Nord America, Sud America, Oceania, Asia ed Europa.

## Accoglienza
Su Metacritic, l’album ha ottenuto un punteggio di 66 su 100 con 10 recensioni.

## Successo commerciale
Hopeless Fountain Kingdom ha debuttato al numero uno della Billboard 200 degli Stati Uniti con 106.000 unità, di cui 76.000 copie pure, rendendo la cantante la prima donna a debuttare in cima alla classifica nel 2017. Questa impresa ha reso Halsey la prima donna  In Australia, l'album ha debuttato al secondo posto con le vendendo nella prima settimana 4.300 copie. L'album ha debuttato al numero 12 della UK Albums Chart, vendendo 7.123 copie nella sua prima settimana.

## Tracce
1. The Prologue – 1:47 (Ashley Frangipane, Peder Losnegård, Chris Braide)
2. 100 Letters – 3:29 (Ashley Frangipane, Eric Frederic)
3. Eyes Closed – 3:22 (Ashley Frangipane, Abel Tesfaye, Alexandra Dash, Benjamin Levin, Nathan Perez, Magnus Høiberg)
4. Alone – 3:25 (Ashley Frangipane, Eric Frederic, Dan Wilson, Josh Carter, Anthony Hester)
5. Now or Never – 3:34 (Ashley Frangipane, Brittany Hazzard, Benjamin Levin, Happy Perez, Magnus Høiberg)
6. Sorry – 3:40 (Greg Kurstin, Ashley Frangipane, Alexandra Dash)
7. Good Mourning – 1:07 (Ashley Frangipane, Peder Losnegård)
8. Lie (feat. Quavo) – 2:29 (Ashley Frangipane, Peder Losnegård, Quavious Marshall)
9. Walls Could Talk – 1:41 (Ashley Frangipane, Peder Losnegård)
10. Bad at Love – 3:01 (Ashley Frangipane, Eric Frederic, Justin Tranter, Rogét Chahayed)
11. Strangers (feat. Lauren Jauregui) – 3:41 (Ashley Frangipane, Greg Kurstin)
12. Devil in Me – 4:09 (Ashley Frangipane, Sia Furler, Greg Kurstin, Alexandra Dash)
13. Hopeless (feat. Cashmere Cat) – 3:07 (Ashley Frangipane, Benjamin Levin, Magnus Høiberg, Joshua Coleman)

Tracce bonus nell'edizione deluxe
1. Heaven in Hiding – 3:27 (Ashley Frangipane, Greg Kurstin)
2. Alone – 3:25 (Ashley Frangipane, Eric Frederic, Dan Wilson, Josh Carter, Anthony Hester)
3. Now or Never – 3:34 (Ashley Frangipane, Brittany Hazzard, Benjamin Levin, Happy Perez, Magnus Høiberg)
4. Sorry – 3:40 (Greg Kurstin, Ashley Frangipane, Alexandra Dash)
5. Good Mourning – 1:07 (Ashley Frangipane, Peder Losnegård)
6. Lie (feat. Quavo) – 2:29 (Ashley Frangipane, Peder Losnegård, Quavious Marshall)
7. Walls Could Talk – 1:41 (Ashley Frangipane, Peder Losnegård)
8. Bad at Love – 3:01 (Ashley Frangipane, Eric Frederic, Justin Tranter, Rogét Chahayed)
9. Don't Play – 3:30 (Ashley Frangipane, Peder Losnegård)
10. Strangers (feat. Lauren Jauregui) – 3:41 (Ashley Frangipane, Greg Kurstin)
11. Angel on Fire – 3:14 (Ashley Frangipane, Greg Kurstin)
12. Devil in Me – 4:09 (Ashley Frangipane, Sia Furler, Greg Kurstin, Alexandra Dash)
13. Hopeless (feat. Cashmere Cat) – 3:07 (Ashley Frangipane, Benjamin Levin, Magnus Høiberg, Joshua Coleman)